# Požeška biskupija
Požeška biskupija je upravna jedinica (dijeceza) Katoličke crkve u Hrvatskoj osnovana 1997. godine izdvajanjem istočnog dijela Zagrebačke nadbiskupije. Sufragan (podložna biskupija) je u okviru Đakovačko-osječke metropolije.
Potreba za osnivanjem nove dijeceze javila se zbog veličine nadbiskupije, koja više nije mogla pokriti potrebe vjernika na tako velikom prostoru. Požega je odabrana za biskupsko sjedište zbog svoje povijesne tradicije, kao gradsko središte još od 13. stoljeća i mjesto u kojem je osnovana prva visokoškolska ustanova u Slavoniji – isusovačka akademija (1761. godine). Katedralna crkva je požeška katedrala posvećena sv. Tereziji Avilskoj.

## Zemljopisni smještaj
Požeška biskupija obuhvaća područje Zapadne Slavonije, s dijelovima Podravine (Virovitica) i Posavine (Nova Gradiška). Riječ je o području koje je teško stradalo u Domovinskom ratu, te je i potreba jačeg djelovanja Crkve u obnovi bila jedan od razloga za osnivanje posebne biskupije. Mnogi crkveni objekti, uključujući najveće biskupijsko svetište u Voćinu bili su potpuno razoreni u ratu, a njihova obnova još uvijek traje.

## Uprava
U crkvenopravnom pogledu Požeška biskupija je od 2008. sufragan (podložna biskupija) Đakovačko-osječke nadbiskupije u okviru novoosnovane Đakovačko-osječke metropolije, čime je čitava Slavonija obuhvaćena jednom crkvenom pokrajinom. Do 2008. Požeška biskupija bila je u sastavu Hrvatsko-slavonske metropolije sa središtem u Zagrebu. 
Požeška biskupija podjeljena je na četiri arhiđakonata i deset dekanata:
- Našički (10 župa),
- Novogradiški (12 župa),
- Novokapelački (11 župa),
- Pakrački (14 župa),
- Pleternica (8 župa),
- Kaptolački (6 župa),
- Požeški (6 župa),
- Slatinski (8 župa)
- Virovitički (10 župa) i
- Novljanski (8 župa).

## Popis dosadašnjih Požeških biskupa
- mons. Antun Škvorčević (1997. – 2024.)
- mons. Ivo Martinović (2024. – danas)

## Također pogledajte
- Katolička upravna podjela Republike Hrvatske
- Požeška katedrala